# Williamsport (Pennsylvania)
Williamsport ist eine City in den Vereinigten Staaten im US-Bundesstaat Pennsylvania und Sitz der Countyverwaltung des Lycoming Countys. Das U.S. Census Bureau hat bei der Volkszählung 2020 eine Einwohnerzahl von 27.754 ermittelt.
Williamsport liegt an der Westseite des Susquehanna River in den Appalachen. Die Einwohnerzahl betrug 27.754 im Jahr 2020.
Die Stadt ist als der Gründungsort der Little League über Pennsylvania hinaus bekannt. Der Austragungsort der jährlichen Little League Baseball World Series ist mittlerweile im benachbarten South Williamsport.
Williamsport war erster Endpunkt der Tidewater-Pipeline, der ersten Langstrecken-Erdöl-Pipeline der Welt.

## Wirtschaft und Infrastruktur
Williamsport ist Hauptsitz von Lycoming Engines, einem bekannten Hersteller von Flugmotoren.
Der lokale Flughafen ist der Williamsport Regional Airport.

## Kultur und Sehenswürdigkeiten
Acht Bauwerke und Stätten in Williamsport sind im National Register of Historic Places („Nationales Verzeichnis historischer Orte“; NRHP) des National Park Service eingetragen (Stand 27. April 2021), eine davon ist ein Historic District, bei den anderen handelt es sich um Bauwerke. Eingetragene Objekte sind unter anderem der Millionaire’s Row Historic District, das U.S. Post Office Williamsport und die Lycoming Rubber Company.

## Söhne und Töchter der Stadt
- Ernest Callenbach (1929–2012), Schriftsteller, Journalist und emeritierter Universitätslehrer
- Alexander Cummings (1810–1879), Politiker und von 1865 bis 1867 Gouverneur des Colorado-Territoriums
- Robert Decker (1927–2005), Vulkanologe und Geophysiker, Hochschullehrer
- Allen E. Ertel (1937–2015), Politiker im US-Repräsentantenhaus
- Joanna Hayes (* 1976), Hürdenläuferin und Olympiasiegerin
- James Hall Huling (1844–1918), Politiker, Mitglied im US-Repräsentantenhaus
- George Benjamin Luks (1867–1933), Maler
- Mike Mussina (* 1968), Baseballspieler in der Major League
- Cynthia A. Volkert (* 1960), deutsche Physikerin